# Condado de Robres
El condado de Robres es un título nobiliario español creado por el rey Felipe IV de España el 20 de noviembre de 1646 a favor de Bernardo Pons y Turell, Regente de la Chancillería en el Supremo Consejo de Aragón, caballero de la Orden de Santiago.
La denominación del título se refiere al municipio de Robres en la provincia de Huesca.

## Condes de Robres
|                        | Titular                                      | Periodo                |
| Creación por Felipe IV | Creación por Felipe IV                       | Creación por Felipe IV |
| ---------------------- | -------------------------------------------- | ---------------------- |
| I                      | Bernardo Pons y Turell                       | 1646-1662              |
| II                     | Bernardo Agustín Pons y López de Mendoza     | 1662-                  |
| III                    | Agustín Pons de Mendoza y de Salvá           | -1720                  |
| IV                     | María Josefa Ponts de Mendoza y Bournonville | 1720-1767              |
| V                      | Cecilia López de Mendoza                     |                        |
| VI                     | Miguel de Sesé y Exea                        |                        |
| VII                    | Antonio de Altarriba y Calasanz              |                        |
| VIII                   | José Jacobo de Altarriba y Calasanz          | ?-1803                 |
| IX                     | José de Altarriba y Colón de Larreátegui     | 1804-1870              |
| X                      | José María de Altarriba y Villanueva         | 1873-?                 |
| XI                     | Luis Catalán de Ocón y Altarriba             | 1880-?                 |
| XII                    | Fernando Catalán de Ocon y Arnauda           |                        |
| XIII                   | Fernando Catalán de Ocón y Cadenas           | 1996-actual titular    |

## Historia de los condes de Robres
- Bernardo Pons y Turell (m. Huesca, 12 de agosto de 1662), I conde de Robres, regente de la chancillería en el Supremo Consejo de Aragón,[2] caballero de la Orden de Santiago.[3]

Casó en 1635 con Ana Catalina López de Mendoza. Le sucedió su hijo primogénito:
- Francisco Bernardo Agustín Pons y López de Mendoza,[2] II conde de Robres.[3]

Casó, en 1635, con Caterina de Salvá y Pons (m. 1692), II marquesa de Vilanant. Le sucedió su hijo:
- Agustín Pons de Mendoza y de Salvá (Barcelona, noviembre de 1668-Sangarrén, 26 de septiembre de 1720), III conde de Robres, III marqués de Vilanant,[3] autor de unas Memorias para la historia de las guerras civiles de España desde la muerte de Carlos II que sucedió el 1 de noviembre de 1700 (1708).[4]

Casó con María Ignacia de Bournonville. Le sucedió su única hija y heredera universal:
- María Josefa Pons de Mendoza y Bournonville (Barcelona, 24 de febrero de 1702-ibid., 16 de enero de 1767), IV condesa de Robres, IV marquesa de Vilanant, III marquesa de Rupit, V vizcondesa de Joch.[5]

Casó el 3 de junio de 1715 con Pedro Alcántara Buenaventura Abarca de Bolea y Bermúdez de Castro (m. 1742), IX conde de Aranda, II duque de Almazán, IV  marqués de las Torres de Aragón, XIII vizconde de Rueda, X vizconde de Biota y del Bayo, etc. Le sucedió su hijo: Le sucedió, tras diversas incidencias y pleitos:
- Cecilia López de Mendoza, V condesa de Robres.[3]

Casó con Pedro de Sesé y Cerdán de Escatrón. Le sucedió su hijo:
- Miguel de Sessé y Exea, VI conde de Robres, canónigo de la Seo de Zaragoza. Sacerdote.

Le sucedió el hijo de Lorenzo de Altarriba y Sesé:
- Antonio de Altarriba y Calasanz (m. 1802), VII conde de Robres, señor de Huerto, alguacil mayor de la Real Audiencia de Aragón.

Falleció soltero. Le sucedió su hermano:
- José Jacobo de Altarriba y Calasanz (1741-23 de septiembre de 1809),[6] VIII conde de Robres.[6]

Casó, en primeras nupcias, con ..., de cuyo matrimonio nació una hija que casó con Francisco de Sabater y de Camps, II marqués de Capmany. Casó, en segundas nupcias, con María Bernarda Colón de Larreátegui y Sierra. Le sucedió su hijo:
- José de Altarriba y Colón de Larreátegui (1804-1870), IX conde de Robres.

Casó con María del Pilar de Villanueva y Altarriba. Le sucedió, en 1873, su hijo:
- José María de Altarriba y Villanueva, X conde de Robres.

Casó con Faustina Carrillo y Teigeiro. Le sucedió su sobrino materno, hijo de su hermana María Luisa de Altarriba y Villanueva:
- Luis Catalán de Ocón y Altarriba, XI conde de Robres (en 1880).

Casó con ... de Arnauda y .... Le sucedió su hijo:
- Fernando Catalán de Ocon y Arnauda (1918-?), XII conde de Robres, Intendente Mercantil, Maestrante de la Real Maestranza de Caballería de Zaragoza, caballero del Santo Cáliz de Valencia, excombatiente voluntario de la División Azul, Medalla de Sufrimientos por la Patria entre otras condecoraciones.

Casó con María del Consuelo de Cadenas y Coronado, de cuyo matrimonio nacieron seis hijos: María del Consuelo, Fernando, María de las Mercedes, Eduardo, Luis y Jorge Catalán de Ocón y Cadenas. Le sucedió, en 1996, su hijo primogénito:
- Fernando Catalán de Ocón y Cadenas (n. 1961), XIII conde de Robres,[7] maestrante de la Real Maestranza de Caballería de Zaragoza, caballero de la Orden Ecuestre del Santo Sepulcro de Jerusalén, arquitecto, empresario inmobiliario y docente en la Universidad Politécnica de Madrid.